# Montefioralle
Montefioralle is een plaats (frazione) in de Italiaanse gemeente Greve in Chianti.